# Деніс-Вілл Поа
Деніс-Вілл Поа (фр. Denis-Will Poha, нар. 28 травня 1997, Ланьйон) — французький футболіст, півзахисник клубу «Віторія» (Гімарайнш) на правах оренди з «Ренна».

## Клубна кар'єра
Народився 28 травня 1997 року в місті Ланьйон. Почав займатися футболом в рідному місті, в сім років. Після проби в «Генгамі», де він не підійшов Академії, повернувся назад, і в 2011 році був запрошений в «Ренн». Закінчив академію клубу 2015 році, ставши гравцем другої команди, за яку дебютував ще 20 грудня 2014 року в поєдинку проти «Дінана». У першому своєму сезоні провів за команду 13 зустрічей, відразу ж став гравцем основного складу.
22 серпня 2015 року Поа потрапив в заявку на матч Ліги 1 проти «Ліона», але на поле так і не з'явився. 20 квітня 2016 року він підписав з командою свій перший професійний контракт терміном на три роки.
14 грудня 2016 року він дебютував у складі першої команди в матчі Кубка французької ліги проти «Монако», відігравши увесь матч, який так і залишився єдиним у тому сезоні, після чого влітку 2017 року гравець був відданий на сезон в оренду в «Орлеан», де провів сезон 2017/18, повернувшись після цього у «Ренн», де дебютував у Лізі 1. На початку сезону 2018/19 відіграв за команду з Ренна два перші матчі в національному чемпіонаті. Залишаючись запасним гравцем, знову відправився в оренду: на весну 2019 року до клубу Ліги 2 «Нансі», а на сезон 2019/20 — до португальської «Віторії» (Гімарайнш).

## Виступи за збірні
2012 року дебютував у складі юнацької збірної Франції, взяв участь у 38 іграх на юнацькому рівні, відзначившись 3 забитими голами. У складі збірною до 19 років став переможцем юнацького чемпіонату Європи 2016 року у Німеччині. На турнірі провів усі п'ять зустрічей, був одним з основних гравців команди.
У 2016 та 2017 роках  залучався до складу збірної Франції U-20. На молодіжному рівні зіграв у 9 офіційних матчах, забив 1 гол.

## Статистика виступів

### Статистика клубних виступів
| Сезон             | Команда           | Чемпіонат         | Чемпіонат | Чемпіонат | Національний кубок | Національний кубок | Національний кубок | Континентальні кубки | Континентальні кубки | Континентальні кубки | Інші змагання | Інші змагання | Інші змагання | Усього | Усього |
| Сезон             | Команда           | Ліга              | Ігор      | Голів     | Ліга               | Ігор               | Голів              | Ліга                 | Ігор                 | Голів                | Ліга          | Ігор          | Голів         | Ігор   | Голів  |
| ----------------- | ----------------- | ----------------- | --------- | --------- | ------------------ | ------------------ | ------------------ | -------------------- | -------------------- | -------------------- | ------------- | ------------- | ------------- | ------ | ------ |
| 2016–17           | «Ренн»            | Л1                | 0         | 0         | КФ+КЛ              | 0+1                | 0                  |                      | -                    | -                    |               | -             | -             | 1      | 0      |
| 2017–18           | «Орлеан»          | Л2                | 35        | 4         | КФ+КЛ              | 1+1                | 0                  |                      | -                    | -                    |               | -             | -             | 37     | 4      |
| 2018–січ.19       | «Ренн»            | Л1                | 2         | 0         | КФ+КЛ              | 2+0                | 0                  | ЛЄ                   | 2                    | 0                    |               | -             | -             | 6      | 0      |
| Усього за «Ренн»  | Усього за «Ренн»  | Усього за «Ренн»  | 2         | 0         |                    | 3                  | 0                  |                      | 2                    | 0                    |               | -             | -             | 7      | 0      |
| січ.–чер.19       | «Нансі»           | Л2                | 14        | 1         | КФ+КЛ              | -                  | -                  |                      | -                    | -                    |               | -             | -             | 14     | 1      |
| Усього за кар'єру | Усього за кар'єру | Усього за кар'єру | 51        | 5         |                    | 5                  | 0                  |                      | 2                    | 0                    |               | -             | -             | 58     | 5      |

## Титули і досягнення
- Чемпіон Європи (U-19): 2016